# Frontières de la Russie
Cet article recense les frontières de la fédération de Russie.

## Frontières terrestres

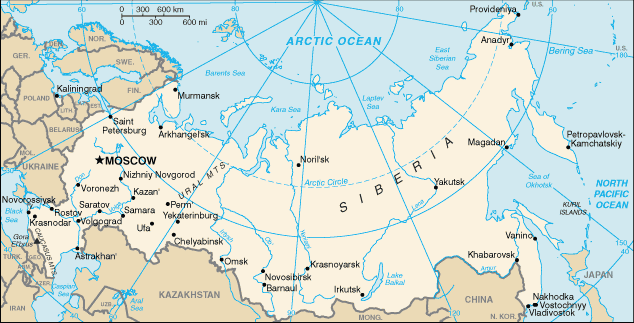
Carte politique de la Russie.

Au total, la Russie partage 20 622 km de frontières terrestres avec 14 pays voisins, ce qui la place au 2e rang des pays du point de vue de la longueur des frontières terrestres, après la Chine. Il s'agit ici des frontières de jure reconnues par le droit international et l'Organisation des Nations unies ; pour les frontières de facto, voir l'article « Territoires occupés par la Russie ».
Les frontières terrestres de la Russie se répartissent ainsi :
- pour la partie principale de la Russie :
  - au nord-ouest, la frontière avec la Norvège près de l'océan Arctique ;
  - à l'ouest-nord-ouest, les frontières avec la Finlande, l'Estonie, la Lettonie, la Biélorussie ;
  - à l'ouest, la frontière avec l'Ukraine ;
  - à l'ouest-sud-ouest, les frontières avec la Géorgie, l'Azerbaïdjan et le Kazakhstan ;
  - au sud-sud-ouest, la frontière avec la Chine (1er segment) ;
  - au sud et au sud-est, la frontière avec la Mongolie ;
  - à l'est-sud-est, la frontière avec la Chine (2e segment) puis celle avec la Corée du Nord jusqu'à l'océan Pacifique ;
- avec l'oblast de Kaliningrad, les frontières avec la Lituanie et la Pologne (433 km) ;
- avec l'enclave de Sankovo-Medvejie, se rajoute une petite frontière supplémentaire avec la Biélorussie.

Le tableau suivant récapitule les frontières terrestres :
| #  | Ordonnancement à partir de la Norvège | Pays          | Longueur (en km) |
| -- | ------------------------------------- | ------------- | ---------------- |
| 1  | 11                                    | Kazakhstan    | +6 846,          |
| 2  | 12                                    | Chine         | +4 250,          |
| 3  | 13                                    | Mongolie      | +3 485,          |
| 4  | 8                                     | Ukraine       | +1 576,          |
| 5  | 2                                     | Finlande      | +1 340,          |
| 6  | 7                                     | Biélorussie   | +959,            |
| 7  | 9                                     | Géorgie       | +723,            |
| 8  | 3                                     | Estonie       | +294,            |
| 9  | 10                                    | Azerbaïdjan   | +284,            |
| 10 | 5                                     | Lituanie      | +280,            |
| 11 | 4                                     | Lettonie      | +232,            |
| 12 | 6                                     | Pologne       | +217,            |
| 13 | 1                                     | Norvège       | +196,            |
| 14 | 14                                    | Corée du Nord | +19,             |
|    |                                       | TOTAL         | +20 701,         |

## Frontières maritimes
| Pays          | Longueur (en km) |
| ------------- | ---------------- |
| Ukraine       | 567,0            |
| Japon         | 194,3            |
| Estonie       | 142.0            |
| Kazakhstan    | 85,8             |
| Finlande      | 54.0             |
| États-Unis    | 49,0             |
| Pologne       | 32,2             |
| Norvège       | 23.3             |
| Lituanie      | 22,4             |
| Géorgie       | 22,4             |
| Azerbaïdjan   | 22,4             |
| Corée du Nord | 22,1             |

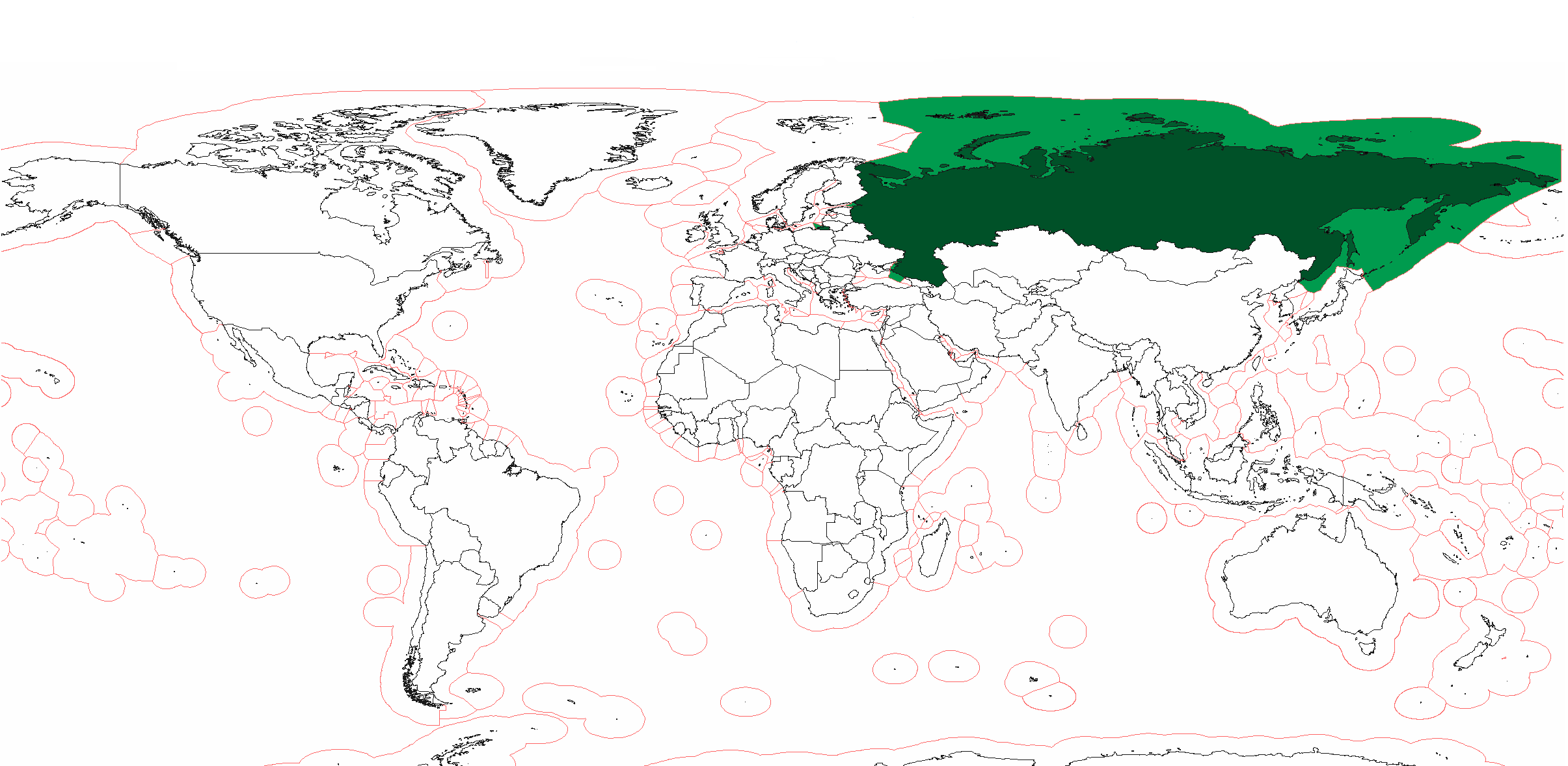
Carte des zones économiques exclusives de la Russie dans le monde (2009) ; la délimitation de ces zones, entre autres, donne lieu au tracé de frontières maritimes avec celles des pays voisins.

La Russie possède des espaces (mer territoriale, zone contiguë, zones économiques exclusives, plateau continental) dans l'océan Arctique, la mer Baltique, la mer Noire et l'océan Pacifique. La plupart de ces espaces donnent lieu à des traités de délimitation maritime avec les pays voisins :
- Dans l'océan Arctique, l'espace russe est limité à l'ouest par la Norvège (y compris le Svalbard) et à l'est par les États-Unis (avec l'Alaska). Le tracé exact de la frontière maritime entre la Norvège et la Russie est contesté en partie par les deux États.
- Dans la mer Baltique, l'espace comprend deux parties distinctes :
  - au nord, dans le golfe de Finlande au large de Saint-Pétersbourg, frontières maritimes avec la Finlande et l'Estonie ;
  - au sud, au niveau de l'oblast de Kaliningrad, frontières maritimes avec la Lituanie, la Suède et la Pologne.
- Dans la mer Noire, frontières maritimes avec l'Ukraine, la Turquie et la Géorgie. Seule celle avec la Turquie est délimitée par traité.
- Dans l'océan Pacifique, frontières maritimes avec les États-Unis (Alaska), le Japon et la Corée du Nord. Seule la frontière avec les États-Unis est délimitée par traité.

Il n'existe pas de consensus sur le statut exact de la mer Caspienne (mer ou lac) entre les pays riverains. La Russie a néanmoins signé des traités avec l'Azerbaïdjan et le Kazakhstan pour délimiter le secteur russe sur cette étendue d'eau.
L'espace maritime russe borde les eaux internationales à cinq endroits :
- avec l'océan Arctique, au nord ;
- avec l'océan Pacifique, à l'est ;
- avec une enclave de haute mer dans l'océan Arctique, entre le Svalbard norvégien et la Nouvelle-Zemble russe ;
- avec une enclave de haute mer dans l'océan Pacifique, entre le continent asiatique et le Kamtchatka ;
- avec une enclave de haute mer dans l'océan Pacifique, entre le continent asiatique et le continent américain.